# Evzoni
Evzoni (în greacă Εύζωνοι(Evzonoi), macedoneană Мачуково (Matsikovo), bulgară Мачуково (Maciucovo)) este un sat în partea de nord a Greciei, în regiunea  Macedonia Centrală. La recensământul din 2001 avea o populație de 568 locuitori. Punct de frontieră cu Republica Macedonia. Traversat de magistrala europeană E75. Înainte de 1927 s-a numit Ματσίκοβο (Matsikovo).